# Terratrèmol de Fukushima del 2016
El terratrèmol de Fukushima de 2016 del 22 de novembre va ser un terratrèmol de magnitud 7,4 Mw que va crear ones de sisme submarí de fins a 1,4 metres. El terratrèmol va ocórrer a les 5:59 (hora local, JST) del dimarts 22 de novembre de 2016 (20:59 UTC del dia 21). L'epicentre del terratrèmol es va situar al mar a una profunditat de 30 quilòmetres segons l'Agència Meteorològica del Japó (AMJ) (11,3 km segons l'USGS), davant de la costa de Honshū, 37 km a l'est de Namie, en la prefectura de Fukushima (Japó). Es van reportar vuit rèpliques d'entre 4,4 i 5,4 de magnitud. El terratrèmol va ser reportat inicialment amb 7,3 de magnitud, el Servei Geològic dels Estats Units, USGS, ho va rebaixar més tard a 6,9 i l'AMJ ho va apujar a 7,4.
A 22 km de la costa d'Iwaki es va descobrir un tsunami d'entre un i tres metres, per la qual cosa les autoritats japoneses van alertar a la població per a una evacuació immediata. Una hora després del terratrèmol, ones de gairebé un metre van arribar a la costa de Fukushima, i la cadena pública NHK va informar de la presència d'un tsunami d'1,4 metres dues hores després a la ciutat de Sendai, en la prefectura de Miyagi.
A causa del terratrèmol, a la ciutat d'Iwaki es va produir un incendi en una fàbrica de productes químics que es va extingir als quaranta minuts i va ferir a tres treballadors. Els principals tremolors es van fer notar en Fukushima i a Tòquio.
Aquest terratrèmol és descrit per la AMJ com una rèplica del terratrèmol que va succeir en el 2011 i que va ocasionar un total de gairebé setze mil víctimes mortals, més de vuit mil desapareguts i gairebé dos-cents ferits, a més d'una crisi nuclear principalment en la central de Fukushima I.